# Kapellenkranz

Schematische Darstellung

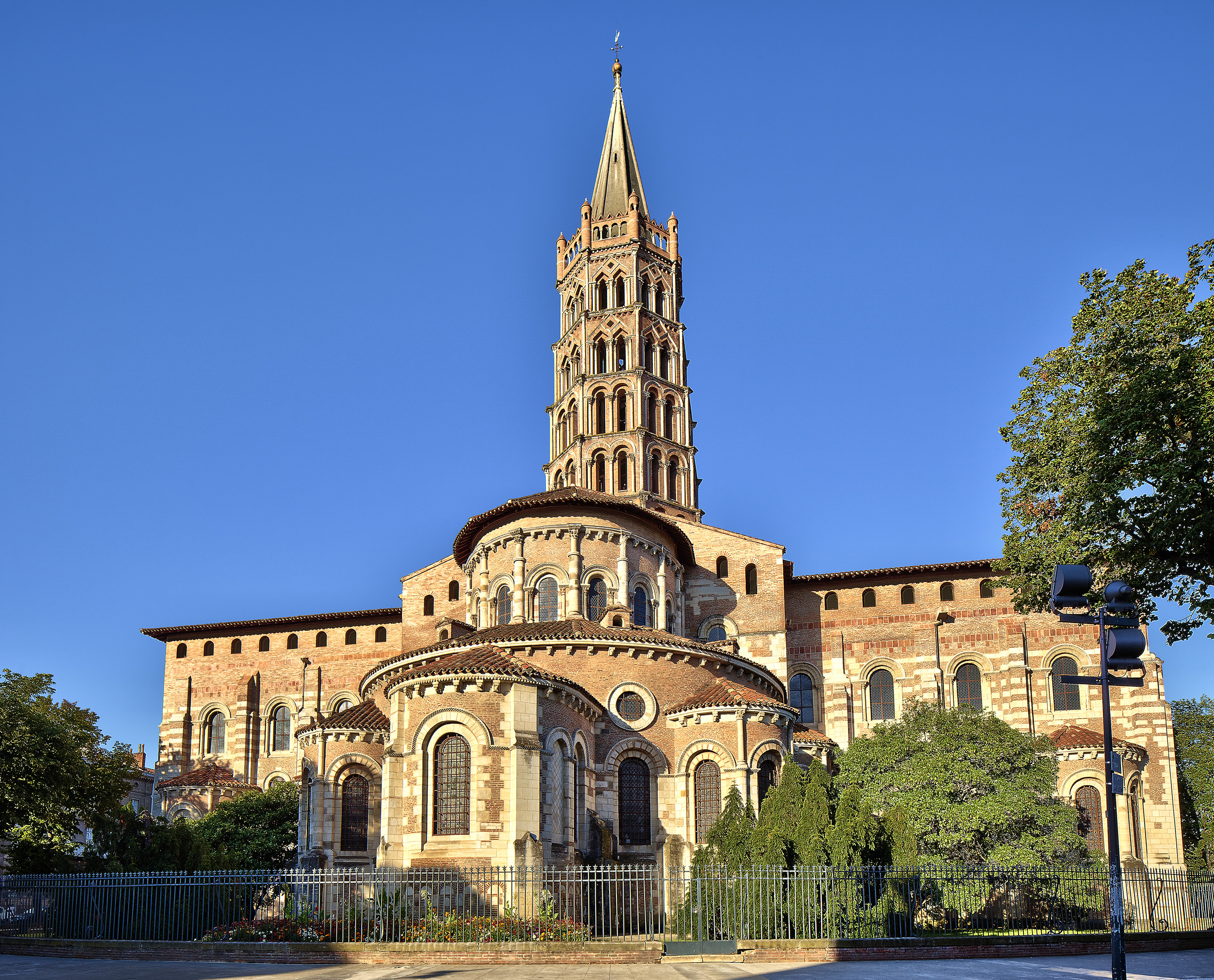
Aus voneinander getrennten Kapellen bestehender Kapellenkranz am Chorhaupt der romanischen Abteikirche St.-Sernin in Toulouse

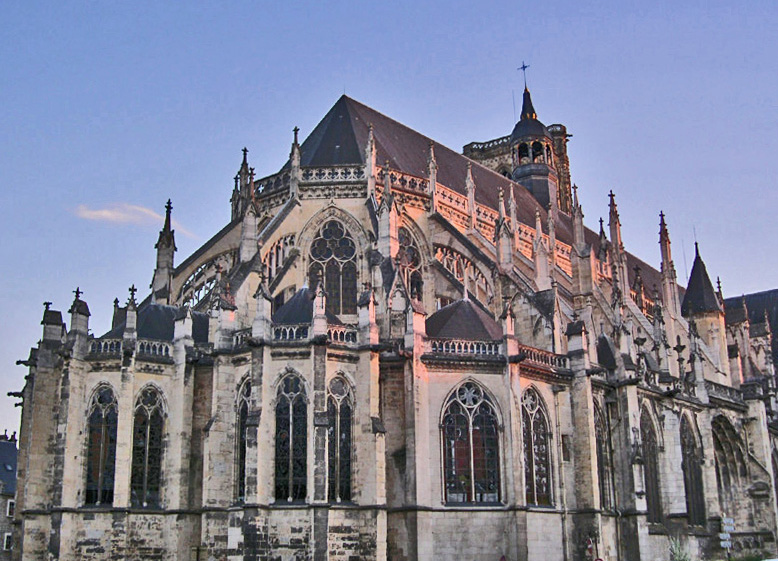
Kapellenkranz aus miteinander verbundenen Kapellen an der gotischen Kathedrale von Nevers

Als Kapellenkranz werden Kapellen bezeichnet, die in einer romanischen oder gotischen Kloster- oder Kathedralkirche um einen halbkreisförmigen oder polygonalen Chor bzw. um einen Chorumgang angeordnet sind. Einzeln werden sie auch als „Kranzkapellen“ oder „Radialkapellen“ bezeichnet; die mittlere Kapelle wird Achskapelle oder „Scheitelkapelle“ genannt.

## Geschichte
Die ältesten Beispiele eines Kapellenkranzes stammen aus französischen Abtei- und Pilgerkirchen des 9. bis 12. Jahrhunderts (z. B. St.-Philibert in Tournus, Ste-Foy in Conques oder St.-Sernin in Toulouse); in der europäischen Kathedralgotik des 12. und 13. Jahrhunderts erleben sie ihre baulichen Höhepunkte. In der Renaissance und in der Architektur des Barock oder gar des Klassizismus sind sie nicht mehr anzutreffen.

## Funktion

### Pilger
Ein Kapellenkranz ist in Kirchen des Mittelalters stets in Einheit mit einem Chorumgang anzutreffen, insbesondere bei Pilgerkirchen, beispielsweise auf dem Jakobsweg nach Santiago de Compostela. In historischen Pilgerkirchen diente der Chorumgang den Prozessionen der im Mittelalter oft zahlreichen Pilger, die über eines der Seitenschiffe einzogen, dann um den Chor herum und um über das gegenüber liegende Seitenschiff wieder hinausziehen zu können. Dabei führte der Weg an zahlreichen auf Altären in Kapellen ausgestellten Reliquien vorbei, zu deren Verehrung sie gekommen waren. Nicht zuletzt haben diese zur Spendenbereitschaft der Pilger beigetragen.

### Messfeiern
Die Häufung der Kapellen in historischen Großkirchen ergab sich auch aus der Notwendigkeit, den Mönchen einer Abtei bzw. den Kathedralpriestern eine ausreichende Anzahl von Altären zur Verfügung zu stellen, an denen sie ihrer Verpflichtung zur Feier von Gottesdiensten nachkommen konnten. Zudem konnte durch Altarstiftungen und Messstipendien, die mit einzelnen Altären verbunden waren, höhere Einnahmen erzielt werden.

## Architektur
Die Anzahl der Kapellen eines Kranzes ist unterschiedlich und abhängig von der Größe des Chorhauptes. Die romanischen Radialkapellen halten oft untereinander mehr oder minder breite Abstände, in denen die äußere Umgangswand in Teilen sichtbar wird und in denen meist einzelne Fenster ausgespart sind. Bei den gotischen Kathedralen stoßen sie unmittelbar aneinander, wie etwa am Kölner Dom.
Kranzkapellen stehen meist auf halbkreisförmigen Grundrissen, die oft in Richtung Umgang um kurze Rechtecke erweitert sind. Ihre zumeist halbrunden Außenwände gehen in entsprechende Teilgewölbe über. In der Romanik sind das überwiegend halbe Apsiskalotten oder halbe Kuppeln, die eventuell mit kurzen Tonnengewölben erweitert sind. In der Gotik sind es halbe Kreuzrippengewölbe. Sie werden stets von einem oder mehreren Fenstern belichtet.

## Beispiele
Zu den ältesten Kirchen mit Chorumgang und Kapellenkranz zählt die Abteikirche St.-Philibert in Tournus (Burgund). Andere Beispiele aus der Zeit der Romanik sind die Abteikirche St.-Sernin in Toulouse, die Kathedrale Notre-Dame-du-Port in Clermont-Ferrand oder die Prioratskirche Notre-Dame de Châtel-Montagne. Zu den zahlreichen gotischen Kathedralkirchen mit Chorumgang und Kapellenkranz gehören die Kathedrale St-Étienne in Nevers oder der Kölner Dom.